# Џенет Еванович
Џенет Еванович (енгл. Janet Evanovich; Саут Ривер, 22. април 1943) је америчка књижевница. Каријеру је започела писањем кратких љубавних романа, а славу је стекла писањем савремених мистерија. Има преко две стотине милиона штампаних књига широм света и њене књиге су преведене на преко 40 језика.

## Биографија
Џенет Еванович (Janet Evanovich) рођена је у Саут Ривер (South River), у држави Њу Џерзи (New Jersey). Похађала је средњу школу Саут Ривер (South River) и колеџ Даглас (Douglass). Почела је да пише романе у тридесетим годинама. Да би научила уметност писања дијалога Џенет је ишла на часове импровизоване глуме. Десет година је покушавала да напише Велики амерички роман. Након што јој је неко предложио да покуша да пише љубавне романе, прочитала је неколико романси и открила да ужива у том жанру. Написала је две романсе и предала их на објављивање. Не успевајући да пронађе издвача, Џенет је престала да пише и потписала уговор са агенцијом за привремено запошљавање. Неколико месеци након што је започела посао за њих, добила је понуду да откупи свој други љубавни рукопис за 2.000 долара што је сматрала „запањујућом сумом“.

## Љубавни романи
Роман „Херој на слободи“, објављен је 1987. године под псеудонимом Стефи Хол (Steffie Hall). Следеће године почела је да пише љубавне романе за издавачку кућу Бантам (Bantam Loveswept) под својим именом. У ово време Џенет је постала позната и по хумору који је испуњавао њене романе. Она верује да је „веома важно заузети комичан приступ, ако се нечему можемо смејати, можемо се суочити с тим.
Серијал о Стефани Плам (Stefanie Plum Series)
Брзо је закључила да жели да пише романтичне авантуристичке романе. Инспирисана филмом Роберта Де Нира Поноћна трка (Midnight Run), Џенет је одлучила да ће њена хероина бити ловац на главе. Да би се упознала са захтевима каријере, провела је доста времена надледајући агенте за извршење обвезница. Такође је више истраживала о граду Трентону, где је желела да се смештају њене књиге. Године 1994. објављена је њена романтична авантура „Једна за новац“. Ово је била прва књига из лагане серије мистерија.
Џенет је и даље писала романтичне авантуре у главној улози са Стефани Плам (Stephanie Plum). Шеста књига из серије „Хот Сикс" (Hot Six), први је од њених романа који је доспео на прво место на листи најпродаванијих у Њујорк тајмсу (New York Times).
Серијал „Витез и месец" (Knight & Moon Series)
2016. године Џенет је објавила прву књигу, Радознали умови, у својој новој мистериозној серији Витез и месец (Knight & Moon), у коауторству са Фиф Сатон (Phoef Sutton). У књизи се појављују два нова лика, Емерсон Најт (Emerson Knight) и Рајли Мун (Riley Moon). Емерсон Најт (Emerson Knight) је богати интровент са нимало осећаја за социјални живот. Рајли Мун (Riley Moon) је недавно дипломирала на правном факултету Универзитета Харвард (Harvard Law) и пословној школи Универзитета Харвард (Harvard Business). Добила је посао као аналитичар у компанији Блејн-Грунвалд (Blane-Grunwald), где је Емерсон клијент.
Опасни умови, другу књигу из серије, објавила је у јуну 2017. године.
Серијал „Опаки" (Wicked Series)
Серија књига ,,Опаки" (Wicked) смештена је у Салем, Масачусетс (Massachusetts). У овој серији, Дизл и Лизи (Diesel & Lizzie), трагају за седам камена моћи, од којих сваки представља различит смртоносни грех. У тој потрази сусрећу се са многим препрекама и непријатељима.
2012. године Џенет је објавила „Зли бизнис“, другу књигу у серији. Представљен је нови зликовац Диедра Ерли (Deirdre Early).
2015. године, удружила се са Фифом Сатон (Phoef Sutton) за трећи роман у серијалу, Опаке чари (Wicked Charms).
Серијал „Фокс и Охер" (Fox and O'Hare Series)
У јуну 2013. Џенет је објавила новелу ,,Професионалци и робијаши" (Pros & Cons) и роман „Пљачка“, прва два дела у новој серији, написана заједно са Ли Голдберг (Lee Goldberg). Од тада је серија нарасла на шест романа (Пљачка (The Heist), Потера (The Chase), Посао (The Job), Превара (The Scam), Потрага (The Pursuit), Велика фаца (The Big Kahuna)) и једну кратку причу Потрага (The Pursuit).
Главна јунакиња је специјални агент ФБИ-а Кејт О Хеир (Kate O'Hare), која је своју каријеру посветила уклањању једног од најтраженијих превараната и лопова у ФБИ-у, Нику Фоксу (Nick Fox). Кејтин отац, Џејк О Хеир (Jake O'Hare), пензионисани оперативац Специјалних снага, често помаже у тој потрази. У јуну 2016. објављен је пети роман из серије „Потрага" (The Pursuit).
Остали романи
Џенет је започела заједнички рад са Шарлот Хјуз (Charlotte Hughes) јер је желела да неке своје друге идеје види на папиру, али није имала времена да их напише. То је резултирало серијом „Pun" (Full). Та серија смештена је у Беаумонт, Јужна Каролина, а у њој играју Џејми Свифт (Jamie Swift) и Максимилијан Холт (Maximillian Holt), који се упознају у другој „Пун" (Full) књизи „Пун нагиб" (Full Tilt).
2004. године покренула је још једну серију са Метро Грл (Metro Girl). Ова књига је доспела на 2. место листе најпродаванијих књига у Њујорк тајмсу (New York Times Best Seller List). Јунакиња је Александра Барнаби, аутомеханичар.

## Лични живот
Током недеље Џенет ради осам или више сати дневно. Викендом углавном ради додатна четири сата сваког дана. Она обично креира кратак преглед пре него што започне нову књигу, са једном или две реченице о томе шта ће се догодити у сваком поглављу. Њено потписивање књига привукло је хиљаде људи.